# Džao Cangbi
Džao Cangbi (kitajsko 赵苍壁; pinjin: Zhào Cāngbì), kitajski policist in politik, * 1916, Čingdžjan, Šanši, † 1993.
Džao Cangbi je bil med letoma 1977 in 1983 minister za javno varnost Ljudske republike Kitajske.
Bil je tudi član 11. centralnega komiteja Komunistične partije Kitajske.